# Диана Астер
Диа́на А́стер (настоящее имя: Диа́на Дми́триева, род. 19 апреля 2000, Воронеж) — российский видеоблогер (тиктокер), музыкальный исполнитель, актриса.
В октябре 2020 года российский Forbes поместил её на 10-е место своего первого в истории списка самых высокооплачиваемых тиктокеров.

## Биография
Родилась в Воронеже 19 апреля 2000 года.
По окончании школы, в 2018 году, поступила на факультет менеджмента Российского экономического университета имени Г. В. Плеханова и с тех пор живёт в столице.
Примерно через полгода после переезда в Москву, в 2019 году, начала вести тикток. Успех пришёл к ней в тандеме с Ксенией Карповой — девушки-блогеры сняли совместный ролик, и он собрал 4 миллиона просмотров. Второй ещё больше, 8 миллионов.
С марта 2020 года состояла в тиктокерском объединении (TikTok-хаусе) Dream Team House. В июне 2022 года стало известно о её уходе из команды.
Когда её коллеги-блогеры из Dream Team Hous’а стали записывать и выпускать собственные песни, Диана тоже решила попробовать себя в музыке и в июне того же года представила свой дебютный сингл «Барби».

Это первый трек, он записан на эмоциях. Просто — как мы записываем видео каждый день: веселясь, для себя. За ним нет никакого профессионального музыкального бэкграунда.

28 июня на песню вышел клип, в первые сутки собравший 1 миллион просмотров на «Ютюбе». Кроме того, на эту песню Диана запустила свой первый тикток-челлендж. Задание для челленджа она выбрала из вариантов, предложенных своими подписчиками.

У образа Барби [из моего клипа] нет определённой истории. Когда я приехала в Dream Team House, ребята ещё не знали друг друга хорошо, Даня Милохин назвал меня Барби из‑за цвета волос — и все мальчики стали делать так же. Сама я такого образа не придерживаюсь и считаю себя скорее пацанкой, нежели какой‑то леди. До Dream Team меня ни разу в жизни не сравнивали с Барби, только с Белоснежкой — у меня были светлые волосы.

В сентябре 2020 года запустила на платформе YouTube своё собственное шоу, озаглавленное «Биг Ди шоу».

## Тематика канала
В «Тиктоке» снимает липсинки, танцы, а также юмористические ролики. Начинала же с социальных роликов, в которых не было русского текста, благодаря чему их смотрели пользователи не только из русскоязычных стран.

## Личная жизнь
С конца 2019 года встречалась с тиктокером Владиславом Поповым, известным как Roully (Роули) (по состоянию на 2020 год был в тиктокерском доме Swag Team).
В марте 2021 года подтвердила свои отношения с певцом Фогелем, однако два года спустя пара рассталась.
С июля по октябрь 2023 года встречалась с Глебом Викторовым, солистом группы «Три дня дождя».

## Фильмография
- 2023 — Училки в законе 3 — Диана, ученица 11Б
- 2023 — Чижик-Пыжик возвращается — эпизод

## Дискография

### Синглы
| Год  | Название                                 | Чарты                           | Чарты                   | Примечания                        |
| Год  | Название                                 | СНГ                             | СНГ                     | Примечания                        |
| Год  | Название                                 | TopHit Top Radio & YouTube Hits | TopHit Top YouTube Hits | Примечания                        |
| ---- | ---------------------------------------- | ------------------------------- | ----------------------- | --------------------------------- |
| 2020 | «Barbie»                                 | 87                              | 15                      | цифровой сингл, вып. 22 июн. 2020 |
| 2021 | «Полюби меня»                            | —                               | —                       | цифровой сингл, вып. 3 мар. 2021  |
| 2021 | «Пруф»                                   | —                               | —                       | цифровой сингл, вып. 17 ноя. 2021 |
| 2022 | «Кусаю»                                  | —                               | —                       | цифровой сингл, вып. 22 июл. 2022 |
| 2023 | «Почему»                                 | —                               | —                       | цифровой сингл, вып. 14 апр. 2023 |
| 2024 | «Тупая»                                  | —                               | —                       | цифровой сингл, вып. 20 мар. 2024 |
| 2024 | «Иди» (kiddybuff, Диана Астер & Ken Tee) | —                               | —                       | цифровой сингл, вып. 31 мая. 2024 |
| 2024 | «Большая любовь»                         | —                               | —                       | цифровой сингл, вып. 19 сен. 2024 |
| 2024 | «Пьяным голосом»                         | —                               | —                       | цифровой сингл, вып. 14 ноя. 2024 |

## Рейтинги
- Самые высокооплачиваемые тиктокеры по версии Forbes — 10 место[1]

## Награды и номинации
| Год  | Премия                                           | Номинация            | Результат | Ист.          |
| ---- | ------------------------------------------------ | -------------------- | --------- | ------------- |
| 2020 | Итоги года 2020 по версии телеканала «ТНТ Music» | Лучший тиктокер года | Победа    | [ 30 ] [ 31 ] |